# Polo aquático nos Jogos Pan-Americanos de 1991
As competições de polo aquático nos Jogos Pan-Americanos de 1991 foram realizadas em Havana, Cuba, de 6 de agosto a 13 de agosto. O torneio foi disputado apenas entre homens. Esta foi a décima primeira edição do esporte nos Jogos Pan-Americanos.

## Masculino

### Times
| GRUPO A - ARG Argentina - CAN Canadá - CUB Cuba - PUR Porto Rico | GROUP B - BRA Brasil - JAM Jamaica - MEX México - USA Estados Unidos |

### Fase preliminar

#### GRUPO A
|    | Time           | Pontos | J | V | E | D | GP | GC | SG  |
| -- | -------------- | ------ | - | - | - | - | -- | -- | --- |
| 1. | CUB Cuba       | 6      | 3 | 3 | 0 | 0 | 13 | 4  | +9  |
| 2. | CAN Canadá     | 4      | 3 | 2 | 0 | 1 | 21 | 15 | +6  |
| 3. | PUR Porto Rico | 2      | 3 | 1 | 0 | 2 | 13 | 8  | +5  |
| 4. | ARG Argentina  | 0      | 3 | 0 | 0 | 3 | 12 | 30 | –18 |

- 06-08-1991

| PUR Porto Rico | 13 – 8 | ARG Argentina |

- 07-08-1991

| CUB Cuba | 13 – 4 | CAN Canadá |

- 08-08-1991

| CUB Cuba   | ?? – ?? | ARG Argentina  |
| CAN Canadá | ?? – 9  | PUR Porto Rico |

- 10-08-1991

| CUB Cuba   | ?? – ?? | PUR Porto Rico |
| CAN Canadá | 17 – 4  | ARG Argentina  |

#### GRUPO B
|    | Time               | Pontos | J | V | E | D | GP | GC | SG  |
| -- | ------------------ | ------ | - | - | - | - | -- | -- | --- |
| 1. | USA Estados Unidos | 6      | 3 | 3 | 0 | 0 | 35 | 12 | +23 |
| 2. | BRA Brasil         | 4      | 3 | 2 | 0 | 1 | 39 | 11 | +28 |
| 3. | MEX México         | 2      | 3 | 1 | 0 | 2 | 35 | 17 | +18 |
| 4. | JAM Jamaica        | 0      | 3 | 0 | 0 | 3 | 5  | 74 | –69 |

- 06-08-1991

| MEX México | 29 – 1 | JAM Jamaica |

- 07-08-1991

| USA Estados Unidos | 10 – 3 | BRA Brasil |

- 08-08-1991

| USA Estados Unidos | 16 – 6 | MEX México |
| JAM Jamaica        | 1 – 36 | BRA Brasil |

- 10-08-1991

| JAM Jamaica | 3 – 9   | USA Estados Unidos |
| BRA Brasil  | ?? – ?? | MEX México         |

### Fase semifinal
- 12-08-1991 — 5º/8º lugar

| MEX México     | 15 – 12 | ARG Argentina |
| PUR Porto Rico | 24 – 4  | JAM Jamaica   |

- 12-08-1991 — 1º/4º lugar

| BRA Brasil         | 5 – 11 | CUB Cuba   |
| USA Estados Unidos | 15 – 1 | CAN Canadá |

### Fase final
- 13-08-1991 — 7º lugar

| ARG Argentina | 13 – 2 | JAM Jamaica |

- 13-08-1991 — 5º lugar

| MEX México | 16 – 12 | PUR Porto Rico |

- 13-08-1991 — Disputa do bronze

| BRA Brasil | 7 – 6 | CAN Canadá |

- 13-08-1991 — Disputa do ouro

| CUB Cuba | 8 – 5 | USA Estados Unidos |

### Classificação final
| POSIÇÃO | TIME               |
| ------- | ------------------ |
|         | CUB Cuba           |
|         | USA Estados Unidos |
|         | BRA Brasil         |
| 4.      | CAN Canadá         |
| 5.      | MEX México         |
| 6.      | PUR Porto Rico     |
| 7.      | ARG Argentina      |
| 8.      | JAM Jamaica        |

| Polo aquático nos Jogos Pan-Americanos de 1991 |
| ---------------------------------------------- |
| Cuba Campeã (1.º título)                       |